# مدینا (مجارستان)
مدینا (به مجاری:  Medina) یک شهرداری در مجارستان است که در ناحیه سکسارد واقع شده‌است. مدینا ۲۲٫۲۴ کیلومتر مربع مساحت و ۸۵۶ نفر جمعیت دارد.